# Murias (Navia de Suarna)
Murias (en gallego y oficialmente Murias de Rao) es un lugar de la parroquia de Rao en el municipio de Navia de Suarna, provincia de Lugo, Galicia, España. Pertenece a la comarca de Los Ancares lucenses.
Con 32 habitantes censados en 2020, es el núcleo poblacional más importante de la parroquia.

## Toponimia
Murias significaría 'terreno cercado con piedras' o pedregal. Según Elixio Rivas Quintas, en su Contribución ao diccionario galego (2001), el nombre se referiría a un antiguo muro grande.

## Geografía
A 650 m s. n. m. de altitud, Murias se sitúa en los contrafuertes occidentales de la sierra de Ancares, en la subida hacia el puerto de Ancares y las cumbres de la sierra que culminan a pocos kilómetros a casi 2000 metros en los picos Cuiña y Pico Miravalles. Localizado en una amplia curva muy cerrada de la carretera provincial LU-P-3508, Murias está a 25 km de Puebla de Navia, capital de su municipio, y a 8,5 km de Balouta en Castilla y León. Se encuentra también a proximidad del Principado de Asturias.
En Murias confluye el río Balouta con el pequeño río Murias dando origen al río Rao.

### Mapa interactivo
El entorno de Murias se puede conocer en el mapa interactivo que sigue; pulsando sobre él se abre en pantalla completa, con icono X en la esquina superior derecha, que lo cierra y retorna a este artículo.

### Demografía
En el último tercio del siglo XX Murias, como todo el municipio de Navia de Suarna, conoció una fuerte emigración a Barcelona. Aunque haya perdido población, el pueblo revive en los veranos cuando regresan los emigrados de vacaciones y sube la población hasta 150 personas.
| Gráfica de evolución demográfica de Rao (parroquia) entre 2000 y 2020 |
|                                                                       |
| Datos según el nomenclátor publicado por el INE.                      |

## Medioambiente
Murias pertenece a la Reserva de la biosfera de Os Ancares Lucenses y Montes de Cervantes, Navia y Becerreá, un área declarada reserva de la biosfera en 2006 por la Unesco, que incluye los municipios de Cervantes, Navia de Suarna y Becerreá. Esta zona y la vecina sierra del Caurel conforman el espacio Ancares-Courel que fue declarado Zona especial de conservación (ZEC) en 2014 por la Unión Europea dentro de la Red Natura 2000.

## Historia
Al ser Murias una aldea tan pequeña, existen pocos datos históricos sobre ella aparte de los que se refieren a su capital parroquial, Rao. Las principales fuentes en todo caso se refieren a la tradición de la explotación de hierro en la región, como en toda la provincia de Lugo, que ya existía en la Alta Edad Media y podría remontarse a la ocupación romana. La abundancia de la presencia de ese mineral en la región queda patente en los numerosos expedientes mineros conservados en el Archivo Histórico Provincial de Lugo de los siglos XIX y XX, aunque la mayoría de las solicitudes no llegaron a explotarse. En la primera mitad del siglo XIX, existían dos ferrerías en Rao, La Trinidad (fundada en 1794) y la Fábrica Demetria. Empleaban buena parte de la población masculina del municipio, y se encontraban en el mismo sitio, en la «vega del río Balouta» a proximidad de Murias. Si bien Murias participó de la prosperidad que traía la actividad siderúrgica, las relaciones de los vecinos con las factorías no fueron siempre cordiales; se documentan ataques de lugareños de Murias a los trabajadores y responsables de las ferrerías a los que reprochaban la explotación abusiva de los bosques para combustible que les dejaba sin leña, y abusos en cuanto a ocupación de terrenos comunales y privados. La actividad siderúrgica en la región, centrada en la fabricación de potes, cazuelas, planchas de hogar y de costura, estufas, martillos y algunos útiles de labranza, se acabó a finales de 1851.
A partir de 1871 funcionó en la aldea, en la llamada casa da fábrica, una fábrica de mantequilla. Esta se almacenaba en barricas de madera que los arrieros llevaban hasta el puerto de Ribadeo.

## Vuelta a España
Murias se dio a conocer por el paso en tres ocasiones de la Vuelta a España que desde allí iniciaba la dura subida al puerto de Ancares, una ascensión que se suele comparar con la del Mortirolo italiano. Por primera vez la 13.ª etapa de la Vuelta 2011 que arrancó en Sarria y pasó por Navia de Suarna, alcanzó el puerto desde Murias dirigiéndose a Balouta y descendió por la virtiente leonesa de la sierra para finalizar en Ponferrada.
La 14.ª etapa de la Vuelta 2012 que empezó en Palas de Rey, a partir de Murias siguió por las brañas de Pan do Zarco y se detuvo un par de kilómetros antes de la cima del puerto, en el cruce llamado Cruz de la Cespedosa. En 2014 la Vuelta tuvo su meta en el puerto de Ancares mismo, retomando la ruta que inicia la ascensión en Murias pasando por Pan do Zarco con rampas de 15, 18 y 20%. Este tramo adquirió renombre por ser el marco del duelo entre Christopher Froome y Alberto Contador que aquel año ganó la Vuelta por tercera vez.